# Håkentorpasjön
Håkentorpasjön är en sjö i Herrljunga kommun i Västergötland och ingår i Göta älvs huvudavrinningsområde. Sjön har en area på 0,214 kvadratkilometer och ligger 218 meter över havet. Håkentorpasjön avvattnas av Sågbäcken i sjöns sydöstra ända. Sjön har sedan 1980 en övervakningsstation för miljödata i nordöst. Sjöns södra strand övergår i Håkentorpamossen. 

## Delavrinningsområde
Håkentorpasjön ingår i det delavrinningsområde (642968-134468) som SMHI kallar för Utloppet av Sämsjön. Medelhöjden är 202 meter över havet och ytan är 39,18 kvadratkilometer. Räknas de 2 avrinningsområdena uppströms in blir den ackumulerade arean 54,11 kvadratkilometer. Vimleån som avvattnar avrinningsområdet har biflödesordning 3, vilket innebär att vattnet flödar genom totalt 3 vattendrag innan det når havet efter 216 kilometer. Avrinningsområdet består mestadels av skog (45 procent) och jordbruk (22 procent). Avrinningsområdet har 6,21 kvadratkilometer vattenytor vilket ger det en sjöprocent på 15,8 procent.